# 9,6/53 Lancaster
9,6×53 Lancaster — патрон, разработанный российской компанией «Техкрим» на базе гильзы патрона 7,62 × 54 мм R путём увеличения диаметра дульца гильзы. Разработка велась в комплексе оружие + патрон совместно с компанией «Молот-оружие».

## Описание
Пуля имеет настоящий диаметр 10,3 мм, в овально-винтовом стволе частично ужимается до 9,6 мм, приобретая момент вращения при прохождении ствола.
Оружие, специально созданное в комплексе с патроном, имеет сверловку Ланкастера. Сертифицирован в 2016 году, представлен широкой публике в 2017 году. На момент сертификации (в силу требуемой сверловки ствола) формально относился к патронам гладкоствольного оружия, имея схожие баллистические характеристики с патронами нарезного оружия с близким калибром и дульной энергией. По заявлениям производителя, патрон пригоден для загонной охоты на крупную и среднюю дичь. Предполагается, что более высокая энергетика сможет отчасти нивелировать недостаточную кучность оружия, поскольку для загонной охоты, где стрельба, как правило, ведется на небольшой дистанции, с рук, по быстро движущейся цели, высокой кучности от комплекса оружие-патрон не требуется, а требуется хорошее останавливающее действие.

## Оружие под патрон
К 2021 году в данном калибре были разработаны:
- магазинные винтовки с ручной перезарядкой: ВПО-220 и «Таёжник» ВПО-223 на базе винтовки Мосина от «Молот-оружие», КО-44-Ланкастер на базе винтовки Мосина от «Молот армз», ТК-598 на базе карабина Mauser 98k от «Ижевский арсенал» и «Техкрим», Baikal 145 Лось от концерна «Калашников»;
- самозарядные карабины: ВПО-221 и ВПО-222 («Вепрь 9,6/53 Lancaster» и «Вепрь 1В 9,6/53 Lancaster») на базе ручного пулемёта Калашникова от «Молот-оружие», карабин TG-3 на базе снайперской винтовки Драгунова от концерна «Калашников»;
- однозарядное переломное одноствольное ружьё ТК-518 на базе винтовки МР-18 (Ижмаш) от «Техкрим».

## Юридические особенности
Оружейное законодательство России по состоянию до 2021 года относит оружие, использующее сверловку Ланкастера, к гладкоствольному де-юре, для владения которым достаточно иметь только лицензию без стажа, необходимого для владения нарезным оружием.
После массового убийства в казанской гимназии № 175 в мае 2021 года президент России Владимир Путин поручил ужесточить правила оборота гражданского оружия. В предложенных поправках к закону об оружии от июня 2021 года, гладкоствольные ружья с сверловкой ствола «Ланкастер» и  «Парадокс» приравниваются к нарезным.